# 宇和郵便局
宇和郵便局（うわゆうびんきょく）は愛媛県西予市にある郵便局。民営化前の分類では集配普通郵便局であった。
本記事では、本局の集配部門を前身とする西予郵便局（せいよゆうびんきょく）についても併せて記述する。

## 概要
住所
〒797-0015 愛媛県西予市宇和町卯之町3-435-1（卯之町駅前複合施設）（宇和郵便局）
〒797-8799 愛媛県西予市宇和町皆田1226番地2（西予郵便局）

## 沿革
宇和郵便局
- 1872年8月4日（明治5年7月1日） - 卯ノ町（うのまち）郵便取扱所として開設[1]。
- 1875年（明治8年）1月1日 - 卯ノ町郵便局（五等）となる。
- 1880年（明治13年） - 卯之町郵便局に改称。同年、為替取扱を開始。
- 1882年（明治15年） - 貯金取扱を開始。後に、卯ノ町郵便局に戻る。
- 1892年（明治25年）2月1日 - 卯ノ町郵便電信局となる。
- 1903年（明治36年）4月1日 - 通信官署官制の施行に伴い卯ノ町郵便局となる。
- 19xx年 - 再び、卯之町郵便局に改称。
- 1949年（昭和24年）3月31日 - 特定郵便局から普通郵便局に局種別改定[2]。
- 1956年（昭和31年）10月1日 - 電話通話および和文電報受付事務の取扱を開始[3]。
- 1960年（昭和35年）3月1日 - 宇和郵便局に改称。
- 1987年（昭和62年）2月16日 - 多田郵便局から集配業務の一部[4]を移管。
- 2000年（平成12年）8月14日 - 外国通貨の両替および旅行小切手の売買に関する業務取扱を開始。
- 2007年（平成19年）10月1日 - 民営化に伴い、併設された郵便事業宇和支店に一部業務を移管。
- 2012年（平成24年）4月1日 -　郵便事業宇和支店のみ移転し、郵便局単独店舗化。
- 2012年（平成24年）10月1日 - 日本郵便株式会社発足。
- 2021年（令和3年）4月26日 - 愛媛県西予市宇和町卯之町3-435-1（JR卯之町駅前複合施設1階）に移転[5]。

西予郵便局
- 2012年（平成24年）4月1日 -　移転により郵便事業宇和支店が単独立地となる。
- 2012年（平成24年）10月1日 - 日本郵便株式会社の発足に伴い、郵便事業宇和支店が西予郵便局となる。
- 2013年（平成25年）5月20日 - 俵津郵便局、明浜郵便局からそれぞれ「797-01xx」「797-02xx」区域の集配業務を移管。

## 取扱内容

### 宇和郵便局
- 郵便、印紙、ゆうパック、内容証明
- 貯金、為替、振替、振込、国際送金、国債、投資信託
- 生命保険、バイク自賠責保険、自動車保険、がん保険、引受条件緩和型医療保険
- ゆうちょ銀行ATM

### 西予郵便局
- 「797-00xx」「797-01xx」「797-02xx」区域（西予市（旧東宇和郡宇和町・明浜町域））の集配業務
- ゆうゆう窓口

## 周辺
- 西予市役所
- 愛媛県歴史文化博物館
- 愛媛県立宇和特別支援学校
- 西予市宇和体育館
- 肱川

## アクセス
- JR予讃線　卯之町駅から徒歩約3分
- 宇和島バス 卯之町停留所下車
- 松山自動車道 西予宇和ICから北西へ約1.5km
- 国道56号沿い
- 駐車場あり：7台